# Gibbulinella dewinteri
Gibbulinella dewinteri is een slakkensoort uit de familie van de Streptaxidae. De wetenschappelijke naam van de soort is voor het eerst geldig gepubliceerd in 2002 door Bank, Groh & Ripken.